# Pierre Robert Colas
Pierre Robert Colas (* 13. Januar 1976 in London; † 26. August 2008 in Nashville) war ein deutscher Alt- und Mesoamerikanist.

## Leben
Colas wurde 1976 als Sohn eines deutschen Diplomaten in London geboren und lebte als Kind in mehreren Ländern, darunter auch in Mexiko, wo er ein Interesse an der Maya-Kultur entwickelte. Später siedelte Colas mit seiner Familie nach Reinbek bei Hamburg um, wo er 1995 an der Sachsenwaldschule sein Abitur ablegte. Anschließend studierte er an der Universität Hamburg Anthropologie und Mesoamerikanistik und schloss sein Studium 1999 mit dem Magister ab. Im Jahr 2004 promovierte er in Bonn über klassische Maya-Namen und wurde im Jahr 2006 Assistant Professor an der Vanderbilt University.
Von 1998 bis zu seinem Tod war er Mitglied des „Northern Vaca Plateau Geoarchaeology Project“ und forschte zu Höhlenarchäologie der Maya. In den Jahren von 2005 bis 2006 führte er im Rahmen eines Emmy-Noether-Postdoktorandenstipendiums intensive Feldforschungen in San Antonio, Cayo-Distrikt Belize, durch.
Er wurde im Alter von 32 Jahren in seinem Haus in Nashville Opfer eines Raubmords. Bei dem Verbrechen wurde auch seine 27-jährige Schwester ermordet.